# Torupill

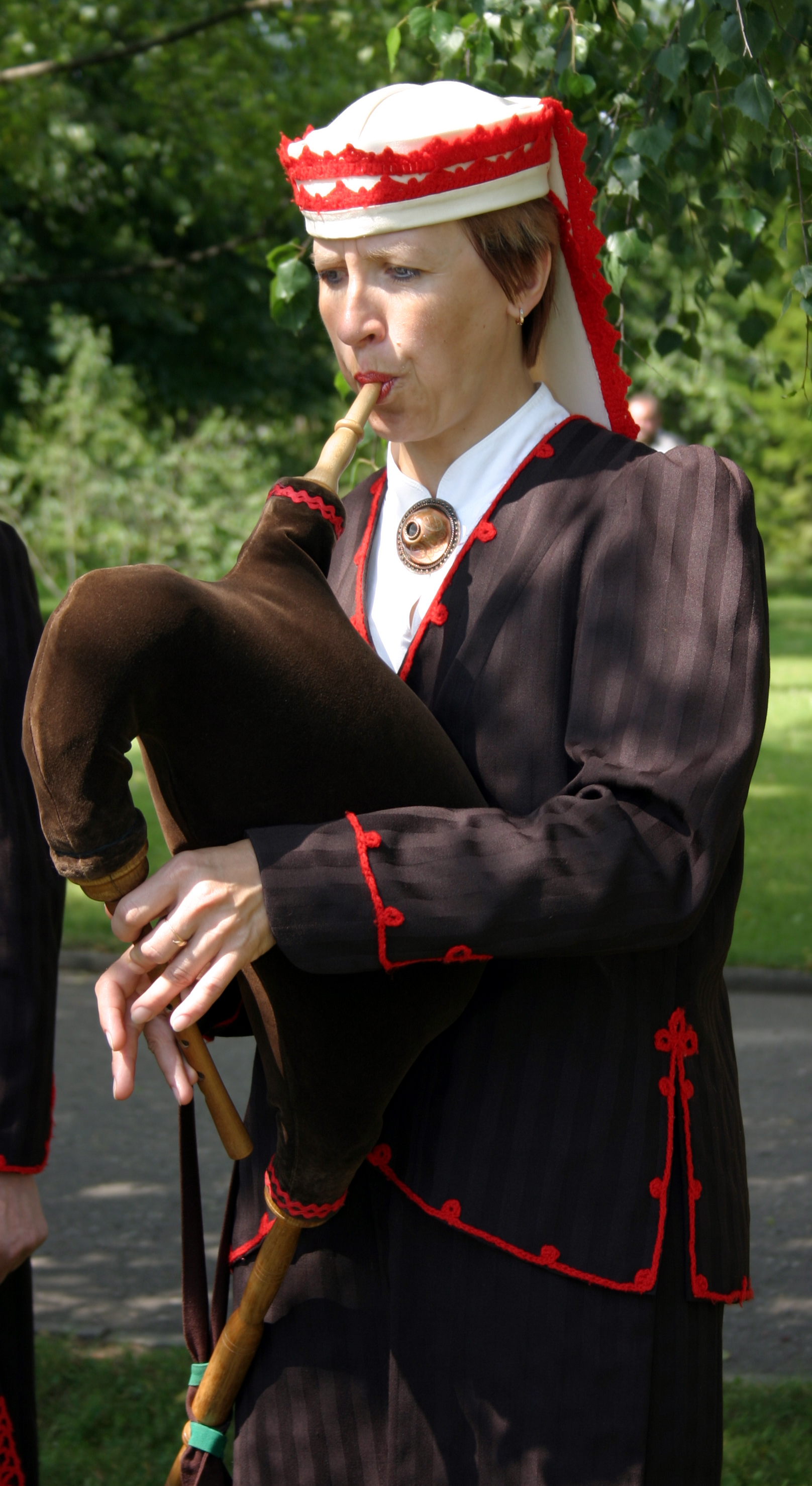
Torupill-speler

Een torupill (uit het Estisch: "rietinstrument"; ook kitsepill, lootspill of kotepill genoemd) is een traditioneel blaasinstrument uit Estland dat sterke overeenkomsten vertoont met een doedelzak.

## Geschiedenis
Het is onduidelijk hoe het instrument in Estland aangekomen is. Uit literaire bronnen uit de 17e eeuw valt af te leiden dat het instrument in die tijd vooral belangrijk was voor ceremoniële dansmuziek. Een voorbeeld hiervan zijn bruiloften, waarin de torupill-speler een ceremoniële functie vervulde, en liederen en marsen speelde die speciaal hiervoor gecomponeerd waren. Ook werd het instrument gebruikt in rondedansen (voortants) en rijdansen (sabatants) waarbij de torupill-speler vooraan liep. Verder begeleidde hij minstreels tijdens Sint-Maarten en kerstmis en speelde hij in herbergen.
Als de belangrijkste torupill-speler in de geschiedenis wordt Juhan Maaker (1845–1930) gezien. Een andere invloedrijke speler was zijn oomzegger  Aleksander Maaker (1890–1968). Na zijn dood was er slechts een levende speler in Estland over: Olev Roomet. Deze luidde een revival van het instrument in door 25 nieuwe spelers op te leiden in de jaren 70.

## Onderdelen
De torupill bestaat uit een luchtkamer, een blaaspijp, een melodiepijp en 1 of 2 (in zeldzame gevallen 3) bourdonpijpen.
De luchtkamer (tuulekott, magu, kott of loots) werd traditioneel gemaakt van de maag van een grijze zeehond, met name aan de kust en op de eilanden. In het binnenland werd ook de maag van een os, koe, eland of hond gebruikt. Een alternatief was de huid van een hond, kat, geit of zeehond (met het bont aan de buitenkant) of zelfs van een lynx.
De blaaspijp (puhumispulk, naput, naba, puhknapp of napp) is van hout, evenals de melodiepijp (sõrmiline, putk of esimik). Met name wordt het hout van jeneverbes, den of es gebruikt. De melodiepijp heeft vijf of zes gaten en een enkel riet] (piuk, keel, roog, raag of vile) met een parallelle boring. Soms worden er een of twee gaten in de zijkant van de melodiepijp geboord. Hierin worden takjes of stukjes stro gestoken waarmee de toonhoogte gecontroleerd wordt. De melodiepijp is in een ovale houten houder (kibu, kloba, torupakk of käsilise pakk) geplaatst.
De bourdonpijpen (passitoru, pass, kai, tori, pill, pulk of toro) zijn ook van hout gemaakt. Er is één lange bourdonpijp, of er zijn twee kortere. In zeldzame gevallen zijn er drie bourdonpijpen. De bourdonpijpen bestaan uit twee of drie geledingen, die uitgetrokken kunnen worden om de pijp te stemmen. Aan het eind is er een houten beker. De bourdonpijpen zijn in een ronde of ovale houder geplaatst.

## Muziek
Hoewel de muziek die voor de torupill geschreven wordt behoorlijk lang kan zijn (3 bewegingen of meer), is ze vrij eenvoudig van structuur. De melodieën vertonen overeenkomsten met oude Estische runenliederen. Verder zijn er veel buitenlandse invloeden, met name uit Zweden.

## Bekende spelers
- Cätlin Jaago
- Jaakko Lemmetty
- Lauri Õunapuu
- Sandra Sillamaa